# Maxim Turbulenc
Maxim Turbulenc je česká popová hudební skupina z pražských Klánovic, kterou v roce 1994 založili Pavel Vohnout, Dan Vali (zemřel v roce 2024) a Petr Panocha. Charakteristickým znakem skupiny byla interpretace lidových, folkových či jinak známých písní v nových, zpravidla diskotékových aranžích. 

## Historie
Za svou existenci získala 18 platinových desek; nejznámější písní je Jede jede mašinka (původní název Neodcházej, nechoď spát, autor hudby a textu je Zdeněk Furmančík). V roce 2005 po nátlaku odešel z kapely Petr Panocha a nahradil ho Petr Novák, který má pro svou výšku přezdívku Ajfel. 
V létě 2015 odešel z kapely i Pavel Vohnout; tento krok byl údajně vyústěním i toho, že Pavel Vohnout zájemcům o koncerty Maxim Turbulenc bez vědomí ostatních členů skupiny nabízel svůj vlastní hudební sólo program. Pavla Vohnouta nahradil ostravský zpěvák Tomáš Báča (Timi). Pavel Vohnout a Petr Panocha se znovu dali dohromady a spolu s dalším kamarádem Přemyslem Stoklasou vytvořili roku 2015 svou skupinu Maxíci.

## Členové

#### Současní
- Tomáš "Timi" Báča – zpěv
- Petr "Ajfel" Novák – zpěv, rap, klávesy

#### Bývalí
- Petr "Pancha" Panocha – zpěv (1994–2005)
- Pavel "Kyklop" Vohnout – zpěv (1994–2015)
- Daniel "Dan" Vali – zpěv (1994–2024, zemřel v roce 2024)

## Diskografie

### Alba
- Turbulence dance (1995)
- Zpívánky s Maxim Turbulenc (1996)
- Ententýci (1997)
- Nové zpívánky (1998)
- Nové zpívánky – druhé vydání (1998)
- Mejdan století jenom (nejen) pro děti (1999)
- Veselé zpívánky (2000)
- Veselé zpívánky – dvojCD platinová edice (2000)
- Maxíci na divokém západě (2001)
- Rozpustilé zpívánky (2002)
- Zpívánky s Maxim Turbulenc – druhé vydání (2002)
- Maxíci na indiánské stezce (2003)
- Sakum Prdum – 10 let srandy s Maxim Turbulenc (2004)
- Maxim Turbulenc od A do Z (2005)
- Máme rádi zvířata (2005)
- Suprový zpívánky (2006)
- Maxim Turbulenc 2008 (2007)
- Dopravní zpívánky (2008)
- Antiethanol párty No.1 (2009)
- Sakum Prdum 3 (2010)
- Čecho Decho (2009)
- Česko Disko (2010)
- Trempo Kempo (2010)
- Hospoda je naše příroda (2010)
- Vánoční zpívánky (2011)
- Zpívá celá rodina (2012)
- Umbaj (2015)

- Raketou na Mars (2019)

### DVD
- Jede jede mašinka a další legrační videoklipy (2003)
- Čecho Decho (2010)
- Trempo Kempo (2010)